# Port lotniczy Skien
Port lotniczy Skien – krajowy port lotniczy położony w Skien.